# Дар, Мунир
Мунир Ахмед Дар (англ. Munir Ahmed Dar, 28 марта 1935, Амритсар, Британская Индия — 1 июня 2011, Лахор, Пакистан) — пакистанский хоккеист (хоккей на траве), защитник, полузащитник. Олимпийский чемпион 1960 года, серебряный призёр летних Олимпийских игр 1956 и 1964 годов.

## Биография
Мунир Дар родился 28 марта 1935 года в индийском городе Амритсар.
В 1956 году вошёл в состав сборной Пакистана по хоккею на траве на Олимпийских играх в Мельбурне и завоевал серебряную медаль. Играл на позиции защитника, провёл 1 матч.
В 1960 году вошёл в состав сборной Пакистана по хоккею на траве на Олимпийских играх в Риме и завоевал золотую медаль. В матчах не участвовал.
В 1964 году вошёл в состав сборной Пакистана по хоккею на траве на Олимпийских играх в Токио и завоевал серебряную медаль. Играл на позиции полузащитника, провёл 8 матчей, забил 5 мячей (два в ворота сборной Испании, по одному — Кении, Великобритании и Новой Зеландии).
В 1958 и 1962 годах в составе сборной Пакистана стал чемпионом летних Азиатских игр в Токио и Джакарте.
В 1956—1966 годах провёл за сборную Пакистана 92 матча, забил 41 мяч.
По завершении спортивной карьеры вместе с братом создал хоккейную академию в Лахоре. Также увлекался верховой ездой, был президентом Пакистанского жокей-клуба.
Также занимал должности президента Пакистанской федерации карате и члена исполнительного комитета федерации регби.
Умер 1 июня 2011 года в пакистанском городе Лахор.

## Семья
Сын Мунира Дара Таукир Дар (род. 1964) выступал за сборную Пакистана по хоккею на траве, стал чемпионом летних Олимпийских игр 1984 года. Другой сын Тасир Дар также играл в хоккей на высоком уровне, а младший Тафсир Дар — в крикет на национальном уровне.
Младший брат Танвир Дар (1947—1998) играл за сборную Пакистана по хоккею на траве, стал чемпионом летних Олимпийских игр 1968 года.